# Hrajr Mkojan
Hrajr Mkojan (armenisch Հրայր Մկոյան, englische/FIFA-Transkription: Hrayr Mkoyan; * 2. September 1986 in Gjumri) ist ein armenischer Fußballspieler.

## Verein
Mkojan begann das Fußballspielen beim örtlichen Verein FC Schirak Gjumri. Über die Jugend und Reserve kam er in die erste Mannschaft und entwickelte sich schnell zum Stammspieler. 2007 ging er zum FC Ararat Jerewan und erkämpfte sich dort einen Stammplatz. Dort gelang ihm 2008 erstmals der Gewinn des armenischen Fußballpokal. Nach Unruhen im Verein ging er zu Ulisses Jerewan. Nach einem Jahr schloss er sich MIKA Aschtarak an. Hier gewann er 2011 auch den armenischen Pokal. Im Frühjahr wechselte er zum russischen Erstligisten Spartak Naltschik. Nach dem Abstieg im Sommer 2012 wechselte er zurück nach Armenien zu seinem Heimatverein FC Schirak Gjumri. Anfang Januar 2013 wechselte er zum tschechischen Erstligisten Dynamo České Budějovice. Weitere Vereine waren Gandsassar Kapan, der Esteghlal FC im Iran, FC Ararat-Armenia und der FC Alaschkert Martuni. Ab 2019 spielt er dann zum mittlerweile fünften Mal bei seinem Heimatverein Schirak Gjumri. Doch schon ein Jahr später ging er wieder zum FC Ararat Jerewan und gewann dort erneut den nationalen Pokal.

## Nationalmannschaft
Für die armenische A-Nationalmannschaft bestritt er von 2009 bis 2018 insgesamt 45 Länderspiele, in denen er ein Tor erzielen konnte.

## Erfolge
- Armenischer Meister: 2013, 2019
- Armenischer Pokalsieger: 2008, 2011, 2019, 2021
- Armenischer Superpokalsieger: 2017